# شهرا رضوی
شهرا رضوی (شهرآشوب رضوی) دانشگاهی ایرانی الاصل و از مقامات ارشد سازمان ملل متحد و متخصص در زمینه جنسیت و توسعه اجتماعی است. رضوی فارغ‌التحصیل دانشکده اقتصاد لندن و دانشگاه آکسفورد است و در حال حاضر مدیر بخش حمایت اجتماعی سازمان بین‌المللی کار در ژنو، سوئیس است.
او فرزند سید محمد رضوی است.